# Młoty (powiat kłodzki)

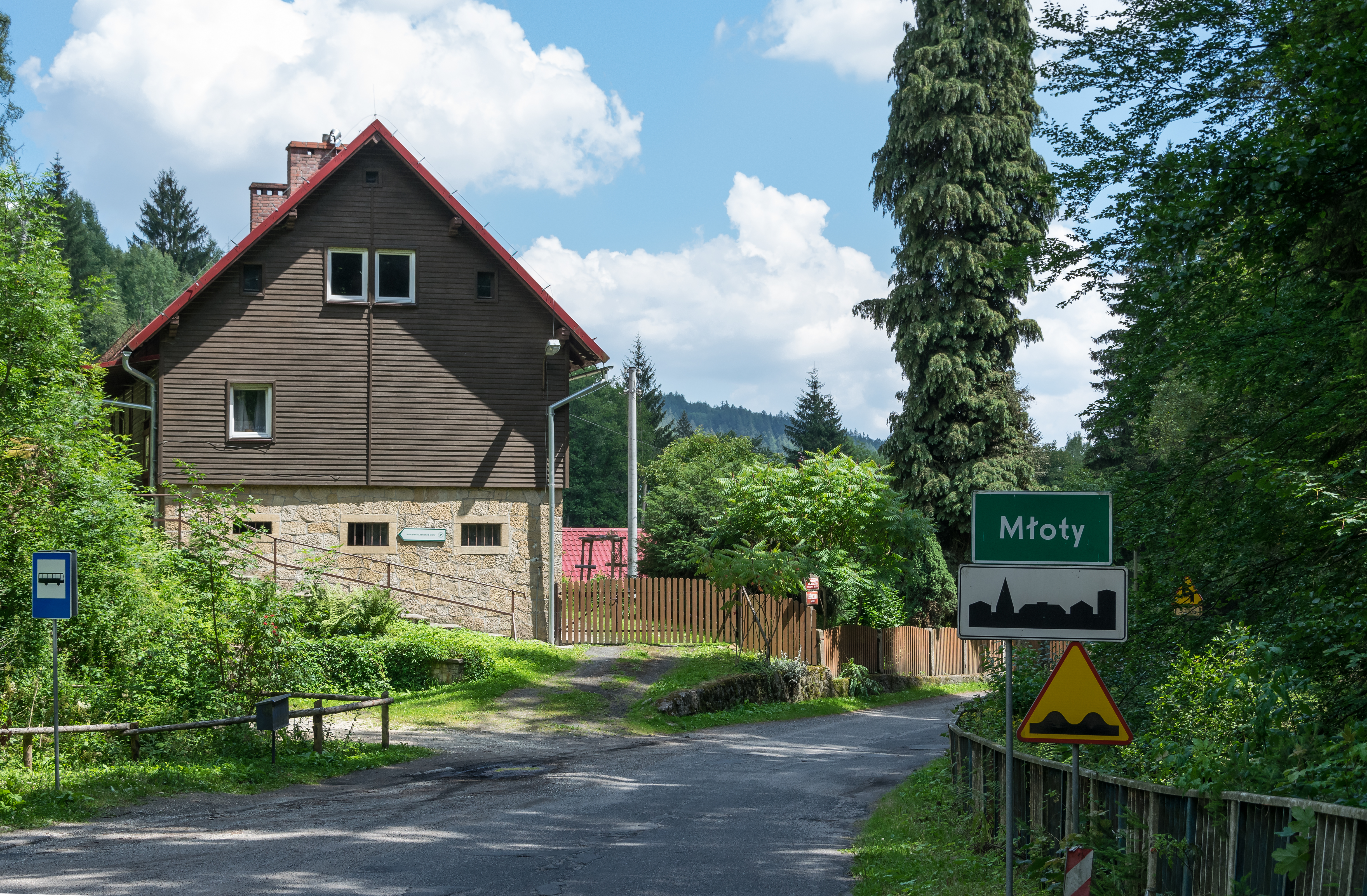
Leśniczówka w Młotach

Młoty – wieś w Polsce położona w województwie dolnośląskim, w powiecie kłodzkim, w gminie Bystrzyca Kłodzka.

## Położenie
Młoty to wieś łańcuchowa leżąca w wąskiej dolinie na zachód od Bystrzycy Kłodzkiej, przy drodze do Lasówki, na wysokości około 460–520 m n.p.m. Przez miejscowość przepływa niewielka rzeka Bystrzyca Łomnicka, dopływ Nysy Kłodzkiej.

## Podział administracyjny
W latach 1954–1961 wieś należała i była siedzibą władz gromady Młoty, po jej zniesieniu w gromadzie Nowa Bystrzyca. W latach 1975–1998 miejscowość administracyjnie należała do województwa wałbrzyskiego.

## Historia
Młoty powstały w XVI wieku w związku z eksploatacją i przerobem okolicznych rud żelaza. Do 1684 roku wieś należała do królewszczyzny, a następnie między innymi do rodziny von Althannów. W XVIII wieku Młoty stały się wsią rolniczą, a następnie małym ośrodkiem turystycznym. W 1835 we wsi istniał młyn wodny i tartak, później także: kamieniołom piaskowca, wytwórnia kołków szewskich i fabryka gwoździ. W połowie XIX wieku powstała tam również gospoda kilka kolejnych drobnych zakładów przemysłowych. Po roku 1945 ze wszystkich tych zakładów krótko działał jedynie tartak, reszta upadła. Wieś znacznie wyludniła się do czego przyczynił się upadek lokalnego przemysłu i niedostatek gruntów uprawnych. Obecnie Młoty są niewielką wsią rolnicza.

## Elektrownia wodna
W 1972 w Młotach rozpoczęto planowaną od 1968 budowę elektrowni szczytowo-pompowej. Inwestycja została przerwana w 1982 roku z powodu braku środków i malejącego zapotrzebowania na energię. Wewnątrz Zamkowej Kopy wydrążono sztolnie (nadal istnieją) mające łączyć dwa zbiorniki z turbinami tłoczącymi wodę; sam szczyt miał zostać ścięty o 30 m. W założeniu miała to być wówczas jedna z największych (druga po Żarnowcu) w Polsce elektrowni szczytowo-pompowych (o mocy 750MW, pojemności energetycznej 3,5-4 GWh). Dolina Bystrzycy miała zostać przegrodzona zaporą betonową o rozpiętości w koronie 240 m, wysokości 81,5 m, z czego 20 metrów miało być zagłębionych w podłożu. Dolina uległaby zalaniu tworząc jezioro zaporowe o długości ok. 2,5 km i szerokości 400–800 m, pojemności użytkowej 6,3 mln m³. W Zamkowej Kopie miał powstać częściowo wykuty w skale zbiornik o głębokości 22 m i pojemności 6 mln m³, połączony z leżącym o ok. 300 m niżej jeziorem i elektrownią trzema nitkami derywacyjnymi. Zespół trzech turbin miał w czasie niskiego zużycia (nadprodukcji) energii w kraju (dawniej nocą, obecnie szczególnie podczas słonecznej lub wietrznej pogody i wydajnej pracy OZE) tłoczyć wodę do górnego zbiornika, aby potem w czasie dużego zapotrzebowania na energię elektryczną spływająca woda poruszała trzy generatory o mocy 250 MW każdy, wytwarzając w ciągu doby ok. 330 MWh energii elektrycznej.
Od około 2020 roku rząd Mateusza Morawieckiego podjął pomysł kontynuowania budowy tej elektrowni, będącej obecnie własnością EDF. Miejscowe władze stoją na gruncie konieczności jak najszybszego podjęcia decyzji w tej sprawie, wobec nierozwiązanych od wielu dziesięcioleci dylematów rozwoju gminy, w tym ewentualnej konieczności wysiedleń, odtwarzania zdekapitalizowanej infrastruktury technicznej lub przeznaczenia obszarów wsi na inne cele w przypadku rezygnacji z inwestycji.

## Szlaki turystyczne
Przez Młoty przechodzi szlak turystyczny:
- zielony  Gorzanów - Stara Łomnica - Huta - Młoty - Spalona - Schronisko PTTK „Jagodna” - Bystrzyca Kłodzka.